# IKZF4
IKZF4‏ (IKAROS family zinc finger 4) هوَ بروتين يُشَفر بواسطة جين IKZF4 في الإنسان.